# 宾夕法尼亚大学考古学与人类学博物馆
宾夕法尼亚大学考古学与人类学博物馆（英語：University of Pennsylvania Museum of Archaeology and Anthropology，常称Penn State Museum），或称宾夕法尼亚大学考古与人类学博物馆、宾夕法尼亚大学博物馆，简称宾大博物馆、宾博，美国宾夕法尼亚大学所属的一所大型考古学与人类学博物馆，坐落在费城大学城宾大校园内。宾大博物馆是一座综合类博物馆，馆藏文物约100万件，主要展出来自希腊、罗马及亚洲、非洲、美洲的文物。

## 历史
宾夕法尼亚大学考古学与人类学博物馆建立于1887年，当时时任教务长威廉·佩珀说服宾大受托人建造一所防火建筑用于存放预计在即将进行的奥斯曼帝国尼普爾遗址探险活动收获的文物。19世纪末20世纪初，北美和欧洲的博物馆会定期赞助地中海和近东地区的考古发掘活动，并与东道国分享其发现的文物。宾大博物馆通过这一方式获得了大量的文物，也因此宾博很多藏品的出土信息完整，更具考古和人类学研究、展览价值。

## 馆藏文物
中国文物
宾大博物馆在建馆初年就收藏有中国文物，但开始较为零散。在库林（Stewart Culin）担任馆长期间（1890年至1903年），该馆收集了一系列中国的游戏器具。1910年，高登任馆长之后，开始广泛的收藏中国文物，馆内很多的精品中国文物都是他任内入藏的。1916年2月，该馆的圆形大厅中国厅揭幕，厅内为以中国文物为主的“东方艺术展”，包括石刻、绘画、青铜器、陶瓷、玉器等。高登通过邀请古董商在中国厅展出文物，再由慈善家认购捐赠的方式，获得大量中国精品文物。除中国厅外，佛教厅也陈列有中国文物。
宾博收藏的中国精品文物主要包括陵墓石刻、佛教造像、绘画和器物四类。陵墓石刻中最具代表性的是唐太宗昭陵六骏中的两匹。中国佛像藏品有购买的，也有获捐的，数量众多，种类丰富。

## 备注
1. ↑  馆名中的连接词“与”也翻译为“和”、“及”